# 香取環
香取 環（かとり たまき、1938年10月21日 - 2015年10月12日）は日本の女優。本名・久木登紀子。別名・佐久間しのぶ。熊本県出身。
1960年代から1970年代初頭にかけて、ピンク映画で活躍した。日本初のピンク映画『肉体の市場』に主演した事から、「ピンク女優・第一号」とも呼ばれた。以降、1960年代のピンク映画界においてトップ女優として君臨した。元夫は俳優の船戸順、ピンク映画監督の奥脇敏夫。

## 経歴

### 初期の経歴
香取環は1938年に、熊本県の中流家庭に生まれた。父親は熊本で家族経営の製薬会社を営んでいた。ミスユニバースの熊本代表、全国大会で準ミスに選ばれた後、日活第四期ニューフェイスに採用。同期に赤木圭一郎がいる。
その後、本名の久木登紀子名義で様々な作品に出演したが、端役ばかりで一向に芽が出なかった。

### 『肉体の市場』
1961年に日活を退社した後、1962年(24歳の頃)に小林悟監督の『肉体の市場』で主演に抜擢。このオファーに対し、ドラマ部分がしっかりしていたことから出演を決めた。映画の役名から名前を香取環に改める。日本で初めての本格的なエロ映画『肉体の市場』は、警察に取り締まりされ、検閲・いくつかのシーンのカットを経て再上映された。ピンク映画第一号（1960年代から1970年代にかけて日本を席巻した映画のソフトコアなポルノ映画）とされる『肉体の市場』は大ヒット。独立プロとして限られた配給にもかかわらず、800万円で製作された『肉の市場』は1億円を超える利益を獲得した。

### ピンク映画
『肉体の市場』のヒットにより、いくつもの独立スタジオがピンク映画の製作を開始。香取もそれらの映画に主演すると、色白のグラマー体型(身長は165cmで、スリーサイズはB98、W62、H98だった)で、またたく間に人気女優となる。後に彼女は「彼らは1本20000円で依頼してきた。あの日々に信じられない額だった。私の童顔とアンバランスな巨乳のため、主流の映画ではそんな額はもらえなかったが、それらの特徴はピンク映画が探し求めていたまさにそれだった」と話している。
1966年頃より葵映画専属となり、西原儀一監督とコンビを組む。香取は西原について「演出に惚れ込んだ」と発言しており、当時の雑誌にも「乙羽信子と新藤兼人のコンビのよう」と評されたという。Allmovieの批評家Robert Firschingは、このスタジオでの彼女の仕事について、「香取…西原のなすがままになり、葵映画スタジオでの4作品で5回もの乱暴なレイプを受けた勇気は勲章ものである」とコメントしている。1969年よりフリー。
西原の他に若松孝二の『甘い罠』（1963年・若松のデビュー作）、『性家族』（1971年）、渡辺護の『おんな地獄唄 尺八弁天』（1969年）等、傑作・佳作を残した。
1971年、日活ロマンポルノ第一作『団地妻 昼下がりの情事』のオファーを受けるが、古巣であった日活がポルノ映画を撮ることに抵抗を感じ、断っている。なお、実際に主演した白川和子は香取の付き人を担当していた時期があり、メイク法や衣装の選び方などを教わった。

### 引退
1972年、ピンク映画から裸になることの物語の必然性が失われていきつつある(裸ばかりがクローズアップされる)事に嫌気が差し、映画業界から引退。結果的に、1962年から1972年の間だけで600を超える映画に出演した。
その後、三人目の夫と共に熊本の地元に移り、香取の父が経営する会社で働いた。この結婚で彼女は子どもを授かるが、またしても離婚した。
三度の破局から、香取は自活することを決心。彼女は最初ガソリンスタンドを経営し、2006年には社員食堂を経営し始めた。香取は先駆的なピンク映画での役を回想し、「演技を楽しんだが、ピンク映画という職業の空気に慣れることは最後までなかった」しかし、「興行界での自分の時間について後悔はない。この卒業生のための役があるなら、演じるためにそこへ戻ろうと思っている」と発言している。

二番目の夫奥脇敏夫の監督した三本の映画は、2003年に山形国際ドキュメンタリー映画祭で公開された。2009年9月、1960年代の香取と西原儀一の作品（合作、単独とも）を主題とした回顧展が、神戸プラネット映画資料館で開かれた。

## 作品の一部
- 肉体の市場（1962年2月27日 監督：小林悟）
- 沖縄怪談逆吊り幽霊 支那怪談死棺破り （1962年6月13日 監督：小林悟）
- 甘い罠 （1963年9月3日 監督：若松孝二）
- 激しい女たち （1963年10月1日 監督：若松孝二）
- めす犬の賭け （1964年3月17日 監督：若松孝二）
- 肉体女優日記 （1965年11月 監督：山本晋也）
- 狙う （1967年1月21日 監督：西原儀一）
- 泣き濡れた情事 （1967年3月28日 監督：西原儀一）
- 乱れた関係 （1967年5月9日 監督：西原儀一）
- 肉体の誘惑 （1967年7月11日 監督：西原儀一）
- 桃色電話 （1967年8月26日 監督：西原儀一）
- 異常な反応 悶絶 （1967年11月21日 監督：西原儀一）
- 牝罠 （1967年12月 監督：西原儀一）
- 続・情事の履歴書 （1967年 監督：向井寛）
- 性の階段 （1968年5月 監督：西原儀一）
- 引裂かれた処女 （1968年5月 監督：西原儀一）
- 初夜が憎い （1968年10月 監督：千葉隆志）
- 裏切の色事 （1968年12月 監督：西原儀一）
- 婚外情事 （1969年 監督：若松孝二）
- 男ごろし 極悪弁天 （1969年 監督：渡辺護）
- ニュージャック＆ベティ （1969年 監督：沖島勲）
- ポルノ遍歴 （1969年 監督：渡辺護）
- おいろけ天使 （1969年2月 監督：西原儀一）
- 性賊 セックスジャック （1970年 監督：若松孝二）
- おんな地獄唄 （1970年 監督：渡辺護）
- 性輪廻 死にたい女 （1971年4月 監督：若松孝二）
- 性家族 （1971年12月 監督：若松孝二 出演：宮下順子）

## テレビ出演
- 孤独の賭け（NET（現：テレビ朝日）） - ボヌールの店員役 ※佐久間しのぶ名義
- オットいたゞき（NET系）
- プレイガール（東京12チャンネル（現：テレビ東京））
  - 第37話「裸の女王蜂」（1969年）
  - 第64話「女はギリギリで勝負する」（1970年） - 銀子
  - 第90話「おんな勝負の賭けどころ」（1970年） - 時子
  - 第101話「男殺しの二匹の牝犬」（1971年） - つね子
  - 第107話「狂い咲き残侠伝」（1971年） - 里江
  - 第114話「怪談・鬼千匹」（1971年） - たま子
  - 第119話「恐怖の来訪者」（1971年） - 百合子
  - 第136話「華やかな牡さばき」（1971年） - 竜子
  - 第158話「暴力教師暴発す!」（1971年） - 桃太郎